# Relations entre l'Azerbaïdjan et le Brésil

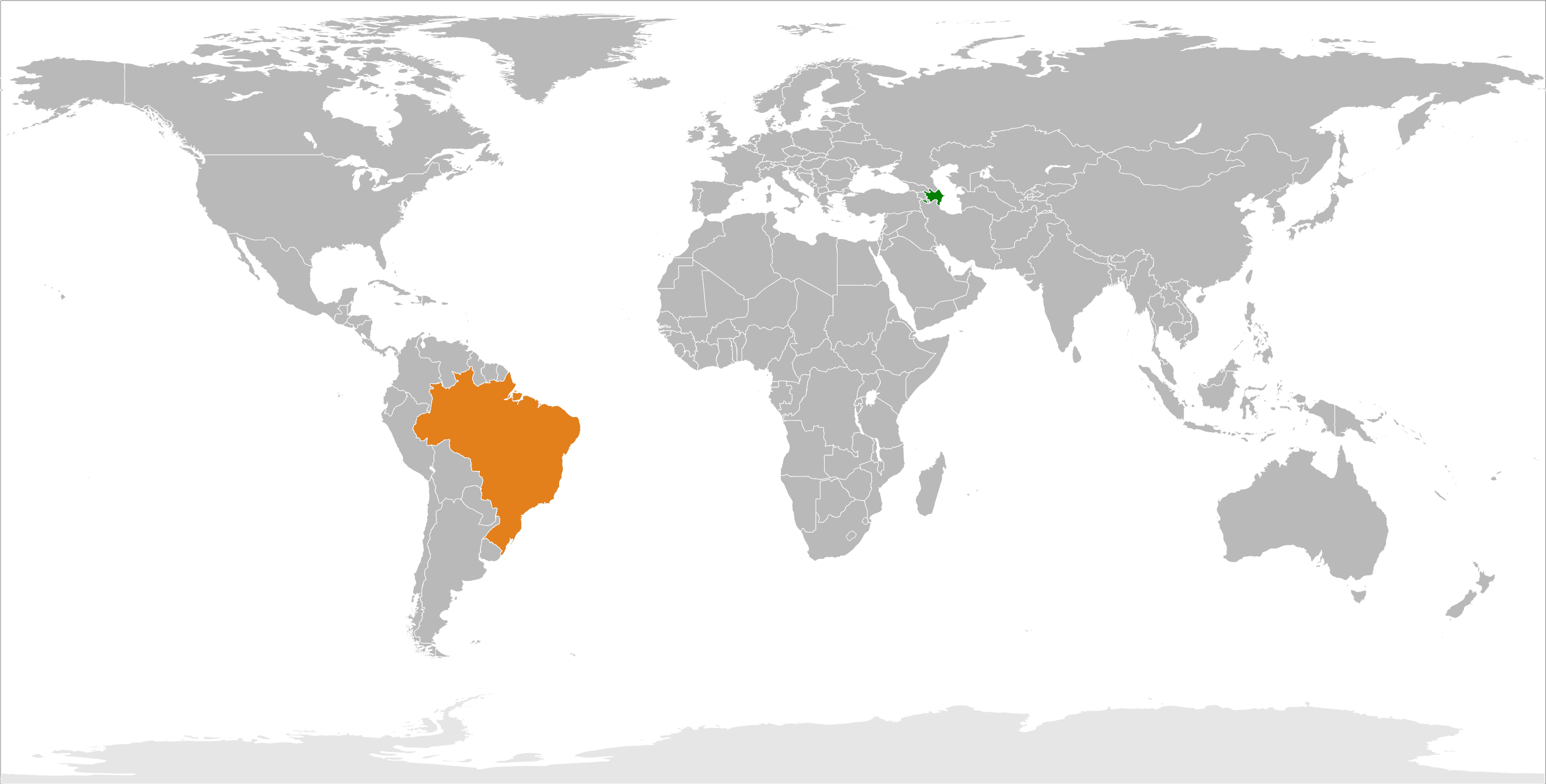
situation géographique de l'Azerbaïdjan (en vert) et du Brésil (en orange)

Les relations entre l'Azerbaïdjan et le Brésil font référence aux relations bilatérales entre l'Azerbaïdjan et le Brésil.

## Histoire
En décembre 1991, le Brésil a reconnu l'indépendance de l'Azerbaïdjan après la dissolution de l'Union soviétique. En octobre 1993, les deux pays ont établi des relations diplomatiques. En 1995, lors de la 50e Assemblée générale des Nations unies à New York, le président brésilien, Fernando Henrique Cardoso, a rencontré le président azéri, Haydar Aliyev. En 1997, le président du Conseil suprême de l'Azerbaïdjan, Rassoul Guliyev, s'est rendu au Brésil pour négocier l'achat de machines agricoles, de sucre et de poulet; la création de coentreprises dans le secteur pétrolier de la mer Caspienne; la participation au financement de projets en Azerbaïdjan et la présence d'entreprises brésiliennes dans le pays. 

## Visites de haut niveau
En avril 2006, le ministre des Affaires étrangères azérbaïdjanais, Elmar Mammadyarov, s'est rendu au Brésil (et à nouveau en 2013). En mai 2009, le Brésil a ouvert une ambassade à Bakou. En 2012, l’Azerbaïdjan a ouvert une ambassade au Brésil. En 2013, le ministre des Affaires étrangères Elmar Mammadyarov a effectué une deuxième visite au Brésil. En novembre 2017, le ministre brésilien des Affaires étrangères, Aloysio Nunes, s'est rendu en Azerbaïdjan. 

## Accords
En 2016, les deux pays ont signé un protocole d'accord sur la coopération dans les domaines du commerce et de l'investissement.

## Commerce
En 2017, le commerce entre l'Azerbaïdjan et le Brésil s'est élevé à 160 millions de dollars US.  Les principales exportations de l'Azerbaïdjan vers le Brésil sont les suivantes : acides gras industriels, huiles et alcools. Les principales exportations du Brésil vers l'Azerbaïdjan sont les suivantes : viande, tabac et machines. En 2013, Azerbaijan Airlines (AZAL) a commandé quatre avions E-190 à Embraer et deux E-170 à ECC Leasing (filiale d'Embraer). La transaction a atteint une valeur de 230 millions USD.

## Missions diplomatiques résidentes
- L’Azerbaïdjan a une ambassade au Brésil[6]
- Le Brésil a une ambassade à Bakou[7]